# Grönsporig skivling
Grönsporig skivling (Melanophyllum eyrei) är en svampart som först beskrevs av George Edward Massee, och fick sitt nu gällande namn av Rolf Singer 1951. Grönsporig skivling ingår i släktet Melanophyllum och familjen Agaricaceae.  Arten är reproducerande i Sverige. Inga underarter finns listade i Catalogue of Life.